# Karin Lorenz-Lindemann
Karin Lorenz-Lindemann (* 1938 in Fürth, Mittelfranken) ist Literaturwissenschaftlerin und freie Autorin.

## Leben
Karin Lorenz-Lindemann studierte Geschichte, Philosophie und Literaturwissenschaft an den Universitäten Erlangen, Tübingen und Göttingen. Im Jahre 1964 wurde sie in Erlangen mit der Dissertation Das verschlossene Ich und seine Gegenwelt: Studien zu Thomas Mann, Sören Kierkegaard und E. T. A. Hoffmann zur Dr. phil. promoviert. Sie lehrte 25 Jahre an der Universität des Saarlandes Literaturwissenschaft und  als Gastprofessorin an der Universität Haifa, der Palacký-Universität Olmütz und der Eötvös-Loránd-Universität in Budapest. Ihre literarischen Bücher sind unter dem Namen Karin Lindemann erschienen, ihre wissenschaftlichen und essayistischen Arbeiten tragen den Namen Karin Lorenz-Lindemann. Schwerpunkt ihrer literaturwissenschaftlichen Arbeit ist die deutsch-jüdische und Moderne hebräische Literatur.
Sie ist mit dem Philosophen Kuno Lorenz verheiratet und lebt seit 1974 im Saarland.

## Publikationen

### Literarische Publikationen
- Erzählungen und Gedichte. In: Helmut Heißenbüttel (Hrsg.), Bernd Jentzsch (Hrsg.): Hermannstraße 14. Halbjahrsschrift für Literatur. 2. Jg. (1979) Heft 2, und 3. Jg. (1980) Heft 4.
- Sie verschwanden im erleuchteten Torbogen. Roman. Walter Verlag, Freiburg-Olten 1982.
- Irrgänger. Geschichten. Walter Verlag, Freiburg-Olten 1984.
- Wege Heimwärts. Roman. Bleicher Verlag, Gerlingen 1990 (Übersetzung ins Hebräische: Sifrijjat Poʿalim, Tel Aviv 1992)
- Der Schlüssel zur verlorenen Tür. Roman. Gollenstein Verlag, Blieskastel 1997.
- mit Monica Schefold: Aus dem Staub gemacht. Gedichte. Collagen. Bremen 2011.
- Simons langer Schatten. Wehrhahn Verlag, Hannover 2022.

### Wissenschaftliche und essayistische Publikationen
- Dissertation: Das verschlossene Ich und seine Gegenwelt: Studien zu Thomas Mann, Sören Kierkegaard und E. T. A. Hoffmann, 1964.
- Geschichtenmuster-Mustergeschichten, in: Wissenschaftstheorie, Wissenschaft und Gesellschaft, Red. Matthias Gatzemeier, Rader, Aachen 1987.
- „Wir gehen bleibend fort“. In: Vergangenheit und Erinnern. Texte und Bilder zu den Frankfurt-Festen 1985. Hrsg.: Dieter Rexroth, Frankfurt.
- Literarische Muster der Todeserfahrung. In: Perspektiven des Todes. Interdisziplinäres Symposion I, Hrsg.: Reiner Marx, Gerhard Stebner. Carl Winter, Heidelberg 1990, S. 129–143.
- Israelische Literatur nach 1948. In: Anstöße 34/3, 1987.
- Finden und Erfinden. In: Dappim (Haifa/Israel) Suppl. 2 (French-German Issue: L´Écriture Littéraire et Cinématographique de l´Histoire - Geschichte in Literatur und Film) Hrsg.: Charlotte Wardi, S. 1–20.
- Paul Celan: „Gespräch im Gebirg“. Ein Palimpsest zu Georg Büchners „Lenz“. In: Datum und Zitat bei Paul Celan. Akten des Internationalen Paul Celan-Colloquiums. Haifa 1986, Hrsg.: Chaim Shoham, Bernd Witte. Peter Lang, Bern 1987, S. 170–182.
- Alkestis schweigt. In: Welt der Mythen. Texte und Bilder zu den Frankfurt Festen 1987, Hrsg.: Dieter Rexroth, Frankfurt 1987.
- Evaluations in Literary Criticism. In: Controvérsias Cientificas e Filosóficas - Controverses Scientifiques et Philosophiques-Scientific and Philosophical Controversies (actas do Colóquio organizado pelo Gabinete de Filosofia do Conhecimento na Universidade de Evora 1985), Lissabon/Lisboa: Editorial Fragmentos 1990, S. 337–345.
- Die liebe Gegend schwarz umzogen. Heimweh als Verheißung. In: Aurora. Jahrbuch der Eichendorff-Gesellschaft. Hrsg.: Franz Heiduk, Helmut Koopmann & Peter Horst Neumann, Jan Thorbecke, Sigmaringen 1989, S. 151–161.
- Karl Emil Franzos: Die zweifache Wurzel. Jüdischer Almanach 1995 des Leo Baeck Instituts. Hrsg.: Jakob Hessing, Suhrkamp,  Frankfurt 1994.
- Wieviel Heimat braucht der Mensch? Aspects of Jewish self-deterrmination in the works of Jean Améry and Primo Levi. In: The Jewish Self-Portrait in European and American Literature. Edited: Hans Schrader, Elliott M. Simon, Charlotte Wardi (= Conditio Judaica 15. Studien und Quellen zur deutsch-jüdischen Literatur- und Kulturgeschichte). Hrsg.: Hans Otto Horch in Verbindung mit Itta Shedletzky, Niemeyer, Tübingen 1996, S. 223–230.
- Ingeborg Bachmanns „Todesarten“–Projekt. Aspekte zur Thematisierung der Sprache. In: Klangfarben. Stimmen zu Ingeborg Bachmann. Internationales Symposium Universität des Saarlandes, 7./8. November 1996. Hrsg.: Pierre Béhar, Röhrig, St. Ingbert 2000, S. 99–126.
- Die Tore von Frage-und-Antwort  sind verschlossen. Klage im Werk von Paul Celan, Dan Pagis und Tuvia Rübner. In: Jahrbuch für Biblische Theologie (JBTH), 16. Neukirchener, Neukirchen-Vluyn 2001, S. 233–266.
- „Rede, daß ich dich sehe!“ Erzählungen aus Litauen. In: Orientierung (Zürich). 67 (2003), Heft 7, S. 81–84. (PDF auf der Website der Zeitschrift)
- An beiden Ufern der Zeit. Leben und Werk des hebräischen Dichters Dan Pagis. In: Orientierung (Zürich). 68 (2004), Heft 5, S. 50–53. (PDF auf der Website der Zeitschrift)
- Eine Reise in die Heimatfremde. Zu Amos Oz' Buch "Eine Geschichte von Liebe und Finsternis". In: Orientierung (Zürich). 69 (2005), Heft 5, S. 54–57. (PDF auf der Website der Zeitschrift)
- „Der Schmerz von dem, der doppelt Heimat hat“. Zu Aharon Appelfelds "Geschichte eines Lebens". In: Orientierung (Zürich). 69 (2005), Heft 13/14, S. 147–149. (PDF auf der Website der Zeitschrift)
- „Meine Wurzeln treiben hier und dort“. Studien zum Werk jüdischer Autoren des 20. Jahrhunderts. Göttingen 2009.
- Von den Welten in der Welt. Schöpferische Wiederholung und Verwandlung. In: Kolmar übersetzen. Studien zum Problem der Lyrikübertragung. Hrsg.: Regina Nörtemann, Vera Viehhöver, Göttingen: Wallstein 2013, S. 18–33.
- Denn all dies bin ich. In memoriam Cordelia Edvardson. In: Stimmen der Zeit. Band 231, Heft 10 (Oktober 2013).

### Herausgeber- und Übersetzungstätigkeit
- Abraham Jehoschua: Exil der Juden. Eine neurotische Lösung?. Übersetzung aus dem Amerikanischen (zusammen mit Kuno Lorenz) und versehen mit einem Geleitwort, Sankt Ingbert, Röhrig Verlag, Sankt Ingbert 1986, ISBN 3-924555-08-7.
- Widerstehen im Wort. Studien zu den Dichtungen Gertrud Kolmars. Wallstein, Göttingen 1996.
- Hilde Huppert (Hrsg. und Nachwort): Hand in Hand mit Tommy. Ein autobiographischer Bericht 1939–1945. Röhrig Universitätsverlag, St. Ingbert (4. Auflage 2005), ISBN 978-3-924555-22-1.